# Pedicythere mirabilis
Pedicythere mirabilis is een mosselkreeftjessoort uit de familie van de Cytheruridae. De wetenschappelijke naam van de soort is voor het eerst geldig gepubliceerd in 1975 door Sissingh.